# 北条教時
北条 教時（ほうじょう のりとき）は、鎌倉時代中期の武将。北条氏の一門。名越流・北条朝時の子。母は北条時房の娘。名越 教時（なごえ のりとき）とも。

## 生涯
康元元年（1256年）から文永2年（1265年）まで引付衆、文永2年（1265年）から文永9年（1272年）まで評定衆を務めた。
北条得宗家への反抗の意志が強く、文永3年（1266年）6月、将軍宗尊親王の京都送還の際、北条時宗の制止を無視して軍兵数十騎を率いて示威行動に出ている。
文永9年（1272年）、8代執権となった時宗の討伐軍によって兄時章ともども討ち取られた（二月騒動）。享年38。系図によれば、このとき息子の宗教、宗氏も共に討たれている。だが間もなく時章に異心はなく誤殺であったとされ、討手である御内人は責任を問われて斬首、教時への討手には罰も賞もなく、人々の笑いものになったという。

## 経歴
※日付＝旧暦
- 建長6年（1254年）12月12日、従五位下に叙し、刑部少輔に任官。
- 康元元年（1256年）4月、幕府の引付衆と就る。
- 弘長3年（1263年）1月19日、中務権大輔に転任。
- 文永2年（1265年）6月11日、評定衆に異動。
- 文永3年（1266年）3月2日、従五位上に昇叙。中務権大輔如元。
- 文永7年（1270年）9月23日、遠江守に遷任。
- 文永9年（1272年）2月11日、二月騒動で死去。